# Gonomyia cervaria
Gonomyia cervaria är en tvåvingeart som beskrevs av Alexander 1938. Gonomyia cervaria ingår i släktet Gonomyia och familjen småharkrankar.
Artens utbredningsområde är Colombia. Inga underarter finns listade i Catalogue of Life.